# Begonia × antonietae
Begonia antonietae es una especie de planta perenne perteneciente a la familia Begoniaceae. Es originaria de Sudamérica.
Es un híbrido compuesto por las especies: Begonia angulata Otto & A.Dietr. × Begonia longibractea Merr.

## Distribución
Se encuentra en Brasil en la Mata Atlántica en Río de Janeiro.

## Taxonomía
Begonia angulata fue descrita por Alexander Curt Brade y publicado en Rodriguésia 20: 165. 1957.